# The Legend of Zelda: Four Swords Adventures
The Legend of Zelda: Four Swords Adventures, lançado no Japão como The Legend of Zelda: Four Swords+ (ゼルダの伝説 4つの剣+, Zeruda no Densetsu: Yottsu no Tsurugi+), é o décimo primeiro título da série The Legend of Zelda da Nintendo. Ele foi lançado para o console de jogos eletrônicos Nintendo GameCube no Japão em 18 de Março de 2004; na América do Norte em 7 de junho de 2004; na Europa, em 7 de janeiro de 2005; e na Austrália, no dia 7 de abril, 2005. O console portátil Game Boy Advance pode ser usado como um controle ao usar o Nintendo GameCube – Game Boy Advance link cable fornecido com o jogo na América do Norte e Europa.

## Jogabilidade
O principal modo de Four Swords Adventures é "Hyrulean Adventure", uma adaptação episódica, cooperativa de multijogador da jogabilidade convencional de The Legend of Zelda. "Shadow Battle" é um modo de batalha multijogador competitivo. "Navi Trackers", presente apenas na versão japonesa do jogo (e brevemente apresentado na E3 antes do lançamento nos EUA), é uma corrida de rally.

### Hyrulean Adventure
Hyrulean Adventure é a campanha principal de Four Swords Adventures, e pode ser jogado de um a quatro jogadores. Ele consiste em oito mundos, cada um com três estágios e uma batalha de chefe. Os gráficos são semelhantes aos da versão do Game Boy Advance, mas os mapas são estáticos, em vez de gerados aleatoriamente, a visão de cima para baixo é tirada de The Legend of Zelda: a Link to the Past, e a jogabilidade inclui efeitos a partir de Wind Waker. Os gráficos também incluem melhoria nos efeitos atmosféricos, tais como sombras de nuvens, que lentamente se move através do chão, refração, tempestades de poeira e neblina. A música é baseada em A Link to the Past, mas com rearranjos.

## Enredo
O jogo começa com a terra de Hyrule em um estado de medo por causa de acontecimentos estranhos que ocorreram recentemente. Em uma noite de tempestade, a Princesa Zelda e as donzelas do santuário têm medo de a razão para esses eventos ser do selo de Vaati estar enfraquecendo. Ela convoca Link e o leva para o castelo para que ele possa protegê-la e as outras donzelas enquanto eles abrem o portal para o Four Sword Sanctuary. Quando o fazem, no entanto, uma figura sombria surge do portal. Esta figura foi Shadow Link, que depois sequestrou as donzelas do santuário e as selou em cristais. Link segue-o para o santuário, onde ele recupera a Four Sword para destruir este doppelganger. A Four Sword é uma espada mágica que divide o possuidor em três clones de si mesmo. Vaati é mais uma vez solto e causa estragos no pacífico reino.

## Desenvolvimento

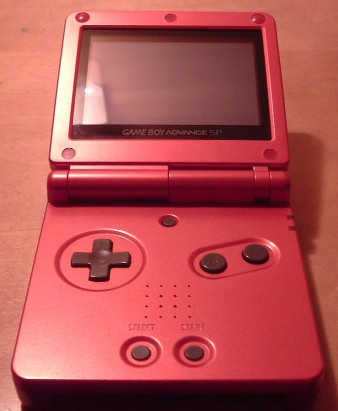
The Legend of Zelda: Four Swords Adventures pode ser jogado em um Game Boy Advance.

Na E3 De 2003, a Nintendo apresentou dois jogos de Zelda que fariam uso da conectividade do Game Boy Advance, Four Swords e Tetra's Trackers. Em dezembro do mesmo ano, foi anunciado que ambos os jogos estariam juntos em um único disco, Four Swords +, além de um terceiro, Shadow Battle. Four Swords Adventures foi lançado no Japão com Hyrule Adventure, Shadow Battle, e Navi's Trackers como três jogos individuais agrupados juntos. Mais tarde, foi anunciado em 7 de junho de 2004, no entanto, que Hyrule Adventures e Navi's Trackers seriam vendidos como dois títulos separados nos Estados Unidos, enquanto o status de varejo de Shadow Battle ainda era desconhecida. Esta decisão foi posteriormente alterada para o pacote de Hyrule Adventure e Shadow Battle, e não lançar o Navi's Trackers nos Estados Unidos.

## Recepção
Em 2006, a Nintendo Power qualificou Four Swords Adventures como o 48º melhor jogo feito em um sistema Nintendo. Ele recebeu uma pontuação 86 de 100 com base em 55 análises do Metacritic, e uma pontuação média de 85%, com base em 67 avaliações de Game Rankings.